# Бурневич, Матвей Яковлевич
Матвей Яковлевич Бурневич (7 августа 1872 — дата смерти неизвестна), российский военачальник, генерал-майор (1917), дважды Георгиевский кавалер (1904, 1916).

## Биография
Окончил 4 класса учительской семинарии, Виленское пехотное юнкерское училище (1899), Восточный институт по китайско-маньчжурскому отделению (1910). На службу вступил вольноопределяющимся в 1896 году. Из училища был выпущен по 1-му разряду в 161-й Александропольский пехотный полк. В 1900 году — подпоручик 97-го пехотного Лифляндского полка. Участник русско-японской войны 1904-05 годов и обороны Порт-Артура в рядах 16-го Восточно-Сибирского стрелкового полка. Ранен, причислен к 3-му классу Александровского комитета [попечения] о раненых. На 01.01.1909 г. — штабс-капитан 11-го Восточно-Сибирского стрелкового полка. Капитан (ст. 30.07.1908). На 01.11.1913 в том же полку. ВП от 6.05.1914 г.: капитан 11-го Сибирского стр. полка Бурневич произведён в подполковники по Георгиевскому статуту со старшинством с 30.07.1911 г. Полковник (пр. 1916; ст. 17.11.1913). Командир 1-го пехотного Невского полка (с 07.12.1915). На 23.08.1917 г. — командующий 180-й пехотной дивизией. Генерал-майор (пр. 23.08.1917; ст. по СВП, VIII, ст. 42; за отличие). Участник Белого движения на юге России. Командир Кавказского офицерского полка. Командир бригады 2-й пехотной дивизии (с 15.12.1918). Командир Сводного Сибирского стрелкового полка (09.-10.1919). В 1919 г. — командующий войсками ВСЮР в Сочинском округе. На 03.1920 г. — начальник обороны Черноморского побережья.
Награды:
- орден Святого Станислава 3-й степени с мечами и бантом (1904)
- орден Святого Станислава 2-й степени с мечами (1904)
- орден Святой Анны 4-й степени с надписью «За храбрость» (1904)
- орден Святой Анны 3-й степени (1904)
- орден Святой Анны 2-й степени с мечами (1904)
- орден Святого Георгия 4-й степени (ВП 23.11.1904)
- Георгиевское оружие (ВП 29.08.1916).